# Sulejovice
Sulejovice település Csehországban, a Litoměřicei járásban. Sulejovice Vchynice, Siřejovice, Lovosice és Čížkovice településekkel határos. Lakosainak száma 698 fő (2024. január 1.).

## Népesség
A település lakosságának változását az alábbi diagram mutatja:
| Lakosok száma | 455  | 370  | 806  | 866  | 891  | 717  | 771  | 789  | 686  | 698  |
|               | 1869 | 1890 | 1921 | 1950 | 1980 | 2001 | 2017 | 2019 | 2022 | 2024 |